# Artibeus lituratus
Artibeus lituratus är en däggdjursart som först beskrevs av Ignaz von Olfers 1818.  Artibeus lituratus ingår i släktet Artibeus, och familjen bladnäsor. IUCN kategoriserar arten globalt som livskraftig.
Inga underarter finns listade i Catalogue of Life. Wilson & Reeder (2005) skiljer mellan tre underarter.
Denna fladdermus förekommer i Central- och Sydamerika från Mexikos kustområden till Bolivia, östra Paraguay och södra Brasilien. Den vistas i skogar och andra regioner med träd. Arten lever i låglandet och i bergstrakter upp till 2620 meter över havet.
Artibeus lituratus är med en vikt av cirka 70 g en av de större arterna i släktet. Den har huvudsakligen mörkbrun päls. Hudfliken vid näsan (bladet) liknar ett horn. Det finns tydliga ljusa linjer i ansiktet och de bruna håren på kroppen har inga vita spetsar. Kroppslängden (inklusive svans) är 81 till 102 mm, underarmlängden 68 till 75 mm och öronens längd 10 till 27 mm.
En hane och flera honor bildar en flock som påminner om ett harem. Gruppen har vanligen 2 till 5 medlemmar och ibland upp till 20 medlemmar. De äter huvudsakligen frukter samt pollen och nektar. För att hitta födan använder arten ekolokalisering och luktsinnet. Ofta utforskar en individ området och när den hittade ett lämpligt träd följer hela flocken efter. Som pollenätare spelar de en betydande roll för växternas pollinering. Artibeus lituratus jagas av ugglor och rovfåglar.
Flocken vilar under stora blad eller i annan tät växtlighet men inte i trädens håligheter.
I norra delar av utbredningsområdet har honor vanligen en kull per år och i sydliga regioner förekommer ofta två kullar, en i varje regntid. Per kull föds en eller två ungar efter cirka 106 dagar dräktighet. Den äldsta kända individen levde nästan 11 år i fångenskap.